# (500550) 2012 UF38
(500550) 2012 UF38 es un asteroide perteneciente al cinturón de asteroides, descubierto el 20 de octubre de 2006 por el equipo del Spacewatch desde el Observatorio Nacional de Kitt Peak, Arizona, Estados Unidos.

## Designación y nombre
Designado provisionalmente como 2012 UF38.

## Características orbitales
2012 UF38 está situado a una distancia media del Sol de 3,126 ua, pudiendo alejarse hasta 3,356 ua y acercarse hasta 2,896 ua. Su excentricidad es 0,073 y la inclinación orbital 9,731 grados. Emplea 2018,83 días en completar una órbita alrededor del Sol.

## Características físicas
La magnitud absoluta de 2012 UF38 es 16,4. 